# Comitat d'Istrie
Le comitat d’Istrie (en croate : Istarska županija, en italien : Regione istriana) est le comitat le plus occidental de Croatie. Son territoire correspond à la majeure partie de la péninsule d’Istrie.

## Géographie
Son littoral est long de 445 km, les îles l'amenant à 539 km. Une petite partie de la région de l'Istrie appartient au comitat de Primorje-Gorski Kotar. Reflétant la baie de Venise à travers la mer Adriatique et le golf de Quarnaro, la région est proche des Alpes juliennes. Le point le plus occidental se trouve à Savudrija et le plus septentrional se situe près de Premantura, sur la promontoire de Kamenjak.
Son terrain consiste principalement en un plateau de calcaire, sur lequel les lacs proviennent du karst. Sur la partie nord-ouest s'étend les Alpes dinariques et se trouve la chaîne de montagnes de la Čičarija. Le point culminant est le Vojak sur la montagne Učka, à 1 401 mètres en dessous du niveau de la mer.
Il existe la section « blanche » (bijela), « grise » (siva) et « rouge » (crvena) de l'Istrie. L'Istrie blanche se situe autour des sommets montagneux, l'Istrie grise constitue l'intérieur des terres et l'Istrie rouge représente les territoires où se trouve la terra rossa (crljenica), près du littoral.
Des sites comme la grotte de Barendine près de Poreč, la rivière souterrine Pazinčica et le karst sommet de Pazin (Pazinska jama) près de Pazin, constituent des attractions géologiques. Le canal de Lème est la seule structure similaire à un fjord d'Europe continentale situé en dehors de Scandinavie. La carrière près de Rovinj a été désignée pour l'étude de la géologie. La plus longue rivière, la Mirna, fait 32 km de long et son embourchure se situe près de Novigrad. D'autres rivières passent à travers l'Istrie, comme la Dragonja et la Raša.
Les plaines continentales et les vallées servent principalement dans l'agriculture, notamment pour la cultivation des céréales et des légumes. Plus proches de la mer, les terres rouges sont utilisées pour la cultivation du raisin, de la vigne, des olives et des figues. L'agriculture et la production de la nourriture écologique, des jardins d'olives, et la production de vin réputés constituent l'essentiel du secteur agricole de l'Istrie. Le littoral et les îles environnantes sont riches en maquis (principalement le chêne vert et l'arbousier). Les bois, essentiellement le chêne et le pin, couvrent un tiers du territoire.
Le parc national de Brijuni et le parc naturel de Učka sont des réserves naturelles connues et des paysages protégés. Cette rangée de montagne alimente la rivière et les lacs de l'Istrie orientale jusqu'à la rivière Raša dans la péninsule de Labinština. La région contient également d'autres lieux, comme le canal de Lème, le bois près de Motovoun, les bois de Zlatni Rt et de Šijana près de Pula, le paysage protégé de Kamenjak dans l'extrême sud de l'Istrie, et la réserve Palud près de Rovinj. L'archipel de Brijuni est un habitat d'approximativement 680 espèces de plantes, et est décoré d'une végétation diversifiée et d'oliveraies.

## Climat
Protégée du nord par la chaîne de montagnes des Alpes de même que par l'intérieur montagneux, le climat est méditerranéen avec la plus haute température atteignant 24 °C durant le mois d'août. La température minimale atteint 5 °C en janvier. Les été sont habituellement chauds durant la journée et plus froids la soirée, bien que des vagues de chaleur soient courantes. Le temps varie d'humide à sec avec plus de dix heures d'ensoleillement quotidien. Il y a généralement une importante humidité ambiante, principalement dans les villes côtières de la région telles que Poreč, Vrsar, Rovinj, Pula. Les températures inférieures à 10 °C constituent plus de 240 jours par an. Une chaleur excessive (plus de 30 °C) dure au maximum trois semaines. Bien que les températures soient inférieures à celles observées en Dalmatie, la mer Adriatique est plus chaude et atteint jusqu'à 26 °C en août, les plus faibles températures se situant en mars (9 à 11 °C). Les baies sont rarement profondes lorsque le froid est présent. Il existe deux types de vent ; la bora amène le froid et dégage la météo depuis le nord en hiver, et le sirocco apporte la pluie en été. Le mistral est une brise d'été qui souffle de l'intérieur des terres jusqu'à la mer. La salinité de l'eau de mer est de 0,37 %.

## Histoire
Des restes de caves près de Pula (en latin Pietas Julia), Lim fjord, Šandaljia et de Roumald, qui sont des maisons archéologiques de l'Âge de pierre, ont été retrouvés. Des sites plus récents, datant de la période allant de 6 000 à 2 000 av. J.-C. peuvent également être trouvés dans la zone. Plus de 400 endroits sont classés comme datant de l'Âge de bronze, entre 1 800 à 1 000 av. J.-C. De nombreux objets (comme des armes, des outils et des bijoux) datent du début de l'Âge de fer, autour du commencement de l'ère commune.
La péninsule istrienne fut appelée par les Romains la terra magica. Son nom dérive des Histres, une tribu illyrienne qui fut récitée par le géographe grec Strabon qui habitait la région. Les Romains les décrivirent comme des pirates qui étaient difficiles à capturer en raison des difficultés de navigation du territoire. Au bout de deux campagnes militaires, les légions romaines les maîtrisèrent en 177 av. J.-C.
Après la chute de l'Empire romain d'Occident en 476, l'Istrie fut conquise par les Goths puis par les Byzantins. Durant leur règne, elle fut brièvement contrôlée par les Avars. L'Istrie fut annexée par les Lombards en 751, par les Avars en 774, par les Francs durant le règne de Charlemagne en 789, et successivement contrôlée par divers ducs (Carinthie, Mérano, Bavière). Plus tard elle est entretenue par les patriarches d'Aquilée.
En 1267, la république de Venise annexa la côte occidentale et méridionale de l'Istrie, en raison de la présence d'une forte communauté italienne autonome ; la région prospéra durant cette période. Les principales villes istriennes se redéveloppèrent sous le gouvernement italien ; c'est vers la moitié du millénaire qu'elles se développèrent architecturalement et culturellement[réf. nécessaire]. La portion orientale de l'Istrie était administrée par les Habsbourg, la région y étant référencée en tant que « Istrie impériale » avec Pisino (en allemand Mittersburg) pour capitale.

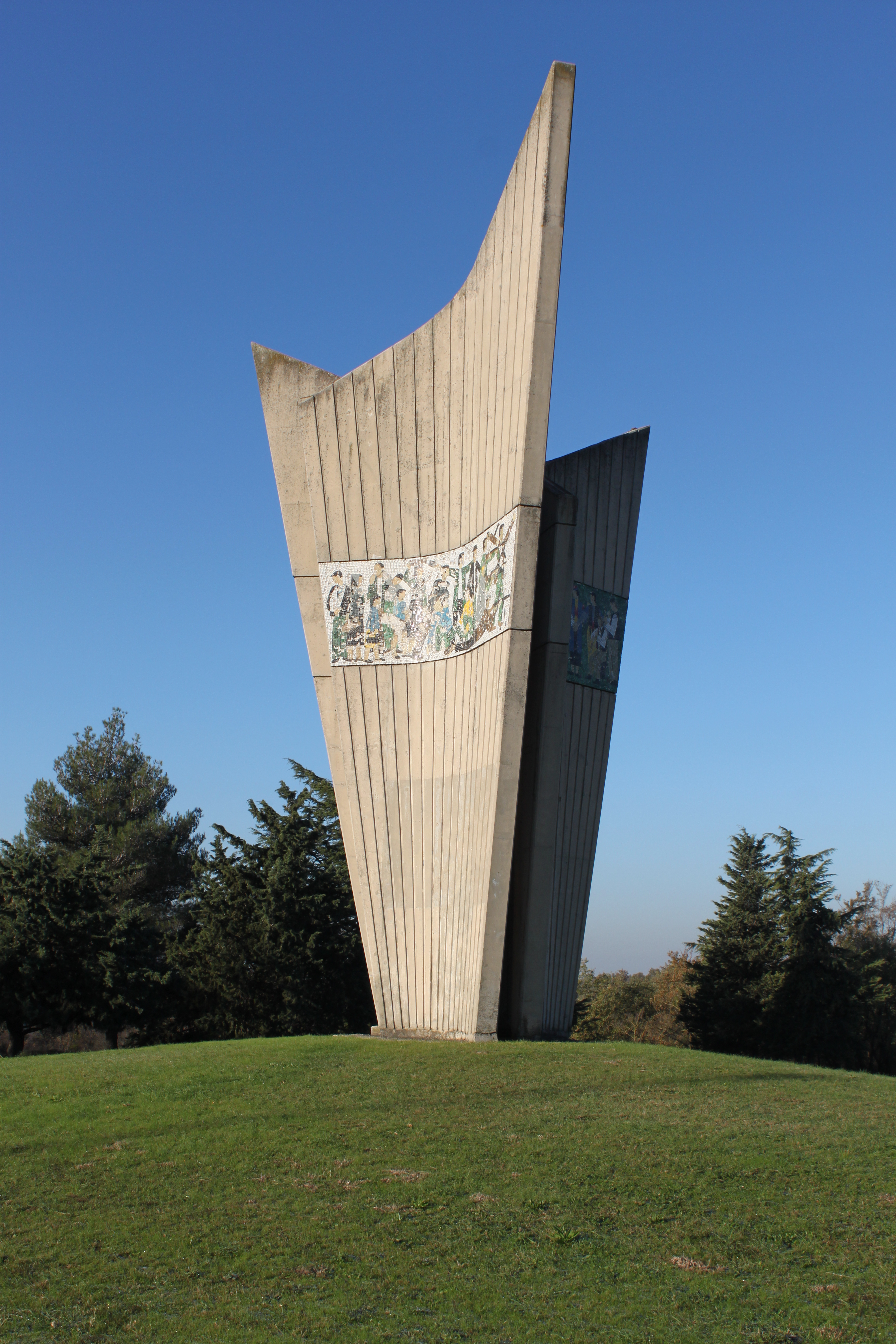
Monument aux combattants antifascistes tombés pendant la Seconde Guerre mondiale. Plovanija, Croatie

En 1797, le traité de Campo-Formio rédigé par Napoléon Ier transféra l'Istrie ainsi que l'intégralité de la république de Venise à l'Autriche. Le traité de Presbourg en 1805 l'intégra au royaume d'Italie. Le traité de Schönbrunn en 1809 transféra l'Istrie à la France. En 1815, le congrès de Vienne confirma l'appartenance autrichienne sur la mer Adriatique septentrionale ainsi que sur l'Istrie. Étaient formées les unités régionales gouvernantes de Gorizia, Trieste et de Rijeka. Elles firent partie de la province du Littoral autrichien à partir de 1849. Le port libre de Trieste constituait une unité gouvernante individuelle, en dehors des autres zones gouvernantes. La région bénéficia de son propre Parlement, de 1861 jusqu'à la dislocation de l'Autriche-Hongrie en 1918. Il fut situé à Parenzo (aujourd'hui Poreč)[réf. nécessaire].
Après la Première Guerre mondiale et conformément au traité de Rapallo, l'Istrie devint une partie de l'Italie en 1920. La période fasciste puis nazie déchira toute relation ethnique tolérante dans la région. Après la Seconde Guerre mondiale, l'Istrie fut cédée à la Yougoslavie et de nombreux Italiens ethniques (les Italiens istriens) quittèrent la région dans ce qui constitue l'exode istrien. L'Istrie devint une partie de la Croatie indépendante lors de la dislocation de la Yougoslavie, et la région ne subit aucun affrontement au cours de la guerre qui suivit. Aujourd'hui c'est l'une des régions les plus développées de Croatie. Il existe un mouvement autonome dans la région ; il est connu sous le nom d'istrianisme.
Des personnalités comme le physicien allemand Robert Koch et l'écrivain irlandais James Joyce ont vécu et travaillé en Istrie. Jules Verne s'inspira de la région pour composer son roman Mathias Sandorf après avoir eu connaissance de la carrière et de la grotte de Pazin, et le poète italien Dante Alighieri la visita et écrivit quelques lignes sur l'Istrie.

## Communication
L'Istrie est grandement connectée au reste de la Croatie et de l'Europe. En raison de sa connexion avec une vaste zone, le développement routier couvre correctement tous les besoins et contribue au développement équilibré de la zone côtière et de l'intérieur des terres.
Initialement, les besoins pour les voies ferrées en Istrie étaient importants jusqu'à la rapide progression de l'activité industrielle, causée par la construction navale, les matériaux de construction, les industries mécanique et électrique, et les intérêts militaires autrichiens. Après la connexion de Vienne et Trieste en 1876, le chemin de fer entre Divača (aujourd'hui en Slovénie) et Pula (122 km de long) a été ouvert. Malgré diverses initiatives, l'Istrie occidentale ne fut reliée au chemin de fer qu'en 1902, avec la construction de la voie étroite Parenzana. La ligne de chemin de fer longue de 123 km fut démantelée en 1935. Aujourd'hui, le réseau ferroviaire du comitat d'Istrie ne relie que vers la Slovénie. Des projets avaient été conçus pour construire un chemin de fer souterrain à travers la chaîne de montagnes Učka, mais ils n'ont pas abouti et aucun projet de financement et de travaux n'est prévu. La connexion au reste du réseau routier croate est assurée par le service du réseau national de chemins de fer HŽ, à partir de la jonction de Lupoglav jusqu'à la station de Rijeka via le tunnel routier Učka.
Le réseau routier du comitat d'Istrie est appelé l'« Istrien Y ». L'autoroute A8 relie le comitat au reste de la Croatie à partir de l'échangeur de Matulji (A7), à travers le tunnel Učka jusqu'à l'échangeur de Kanfanar, et l'autoroute A9 connecte Pula à Umag (en passant par Kanfanar), reliant la Croatie à l'Istrie slovène puis à l'Italie.
L'unique aéroport commercial d'importance est celui de Pula. La majorité des vols sont uniquement saisonniers.

## Tourisme
Le tourisme organisé en Istrie remonte aux Romains, lorsque l'empereur Vespasien fit construire pour son divertissement l'amphithéâtre de Pula. Durant la période de l'Autriche-Hongrie, la royauté et l'aristocratie austro-hongroise commença à séjourner dans les stations de la région et à découvrir Poreč.
Après la Seconde Guerre mondiale, d'importants aménagements ont été réalisés pour développer l'industrie touristique et accentuer son importance. En adéquation avec le milieu naturel, l'histoire et l'héritage culturel, les investissements ont mené à un service développé et compétitif tout le long de la côte occidentale, à Poreč, Pula, Rovinj, Umag, Novigrad et Vrsar.
Le secteur de l'agritourisme se développa dans les centres urbains, particulièrement à Kanfanar. Commençant avec La Casa di Matiki en 1994 au cours de la guerre, le nombre de petits-déjeuners et de lits agritouristiques a augmenté en Istrie centrale.
Dans la partie orientale, il existe des stations comme Rabac et Opatija. L'Istrie est la plus importante destination touristique de Croatie, accueillant des visiteurs d'Europe occidentale et centrale, majoritairement provenant d'Allemagne, de Slovénie, d'Autriche et d'Italie. La région représente 27 % des touristes de Croatie.

## Démographie
Le comitat d’Istrie est habité par plus de 208 000 personnes, soit 4,85 % de la population du pays. La densité de population est de 74 hab./km2, et l’âge moyen des habitants est de 40,2 ans.
Le dialecte employé quotidiennement est le tchakavien, et l’italien est reconnu comme langue officielle minoritaire.
En 2011, il y avait 208 055 habitants, répartis de la manière suivante :
- 142 173 Croates ;
- 25 203 Istriotes ;
- 12 543 Italiens ;
- 7 206 Serbes ;
- 6 146 Bosniaques ;
- 2 393 Albanais ;
- 1 793 Slovènes ;
- 4 078 non déclarés ;
- 2 928 autres ou inconnus.

Jusqu’à la Seconde Guerre mondiale, l’Istrie avait une grande communauté italienne autochtone. Aujourd’hui, on trouve dans cette région une petite communauté d’Istro-roumains, qui parlent l’istro-roumain.

## Subdivisions
Le comitat d’Istrie comporte 10 villes et 31 municipalités.

### Villes
| Ville    | Habitants |
| -------- | --------- |
| Buje     | 5 340     |
| Buzet    | 6 059     |
| Labin    | 12 426    |
| Novigrad | 4 002     |
| Pazin    | 9 227     |
| Poreč    | 17 460    |
| Pula     | 58 594    |
| Rovinj   | 14 234    |
| Umag     | 12 901    |
| Vodnjan  | 5 651     |

### Municipalités
| Nom                | Nombre d'habitants (2001) |
| ------------------ | ------------------------- |
| Bale               | 1 047                     |
| Barban             | 2 802                     |
| Brtonigla          | 1 579                     |
| Cerovlje           | 1 745                     |
| Fažana             | 3 050                     |
| Funtana            | 831                       |
| Gračišće           | 1 433                     |
| Grožnjan           | 785                       |
| Kanfanar           | 1 457                     |
| Karojba            | 1 489                     |
| Kaštelir-Labinci   | 1 334                     |
| Kršan              | 3 264                     |
| Lanišće            | 398                       |
| Ližnjan            | 2 945                     |
| Lupoglav           | 929                       |
| Marčana            | 3 903                     |
| Medulin            | 6 004                     |
| Motovun            | 983                       |
| Oprtalj            | 981                       |
| Pićan              | 1 997                     |
| Raša               | 3 535                     |
| Sveta Nedelja      | 2 909                     |
| Sveti Lovreč       | 1 408                     |
| Sveti Petar u Šumi | 1 011                     |
| Svetvinčenat       | 2 218                     |
| Tar-Vabriga        | 1 506                     |
| Tinjan             | 1 770                     |
| Višnjan            | 2 187                     |
| Vižinada           | 1 137                     |
| Vrsar              | 2 703                     |
| Žminj              | 3 447                     |